# Leitchfield
Leitchfield is een plaats (city) in de Amerikaanse staat Kentucky, en valt bestuurlijk gezien onder Grayson County.

## Demografie
Bij de volkstelling in 2000 werd het aantal inwoners vastgesteld op 6139.
In 2006 is het aantal inwoners door het United States Census Bureau geschat op 6520, een stijging van 381 (6.2%).

## Geografie
Volgens het United States Census Bureau beslaat de plaats een oppervlakte van
22,8 km², waarvan 22,7 km² land en 0,1 km² water.

## Plaatsen in de nabije omgeving
De onderstaande figuur toont nabijgelegen plaatsen in een straal van 36 km rond Leitchfield.